# Anales franco-alemanes

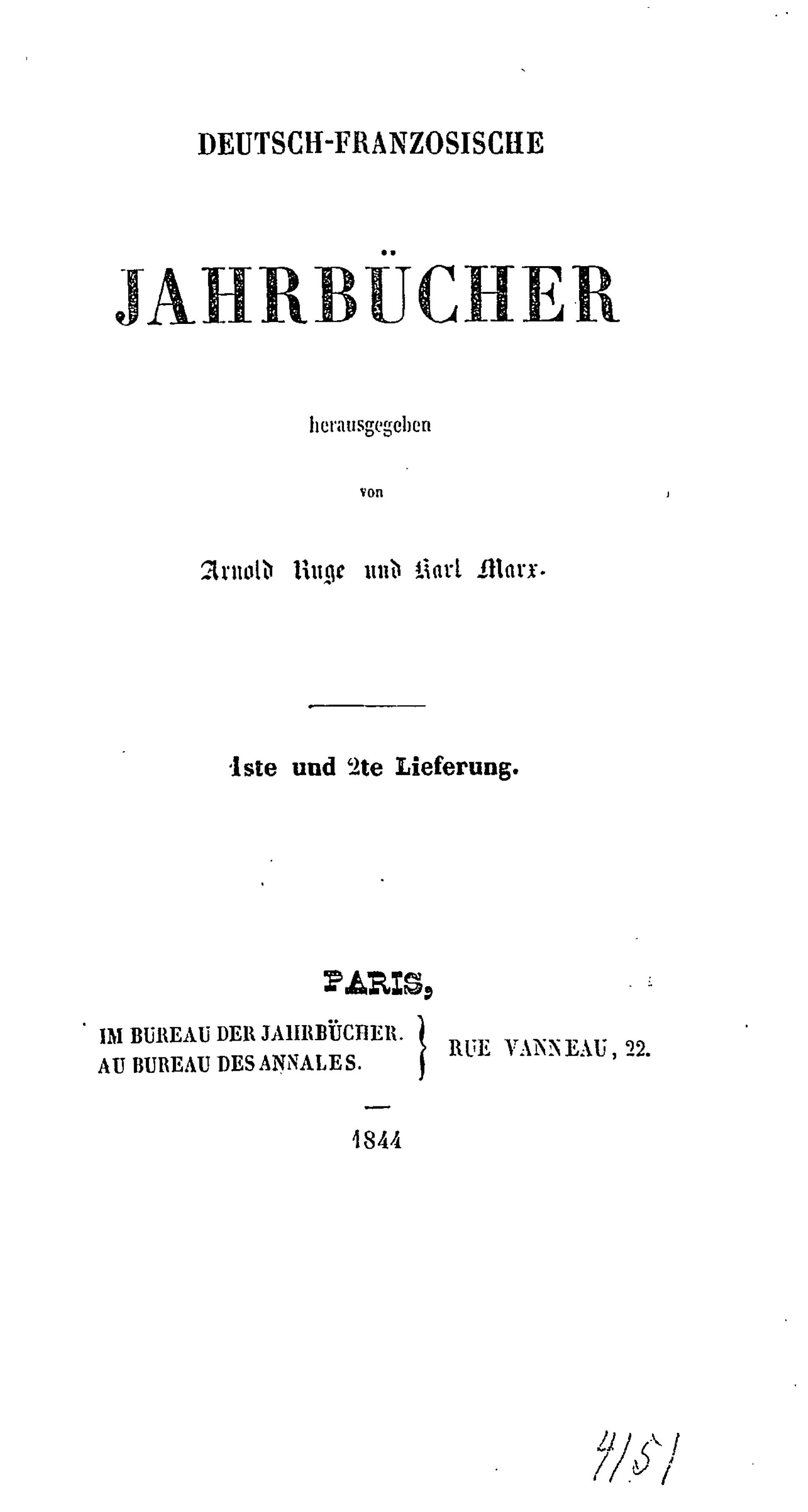
Portada de los Anales franco-alemanes de 1844

Los Anales franco-alemanes (Deutsch-Französische Jahrbücher) fue una publicación editada en París por Karl Marx y Arnold Ruge. El propósito era llevar a cabo «una síntesis de la filosofía francesa y de la filosofía alemana», y su creación surgió como reacción a la previa censura del Rheinische Zeitung.

## Historia y línea editorial
Solo se publicó un ejemplar de los Deutsch-Französische Jahrbücher, un número doble, que apareció en febrero de 1844. Se incluyeron en esta edición el ensayo de Marx Sobre la cuestión judía y su introducción al manuscrito de la Crítica de la filosofía del derecho de Hegel. Friedrich Engels también entregó artículos para la revista, y la publicación del ensayo de Engels "Apuntes para una crítica de la economía política" dio pie a un mayor intercambio epistolar entre Marx y Engels. 
En los meses que siguieron a su aparición, el gobierno prusiano acusó a Marx de alta traición y lesa majestad por su contribución a los Anales. Su publicación fue suspendida debido a diferencias doctrinales entre Marx y Ruge y por las dificultades para introducir clandestinamente el periódico en Alemania.

### Textos
- Marx: "Briefe aus den Deutsch-Französischen Jahrbüchern", Marx-Engels-Werke Bd. 1, pp. 337-346
- Marx: "Zur Judenfrage", MEW Bd. 1, pp. 347-377
- Engels: "Die Lage Englands", MEW Bd.1, S. 525-549
- Hess: Letters from Paris
- Heine: Panegyric on King Ludwig
- Deutsch-Französische Jahrbücher en Marxists Internet Archive (en inglés)
- "Apuntes para una crítica de la economía política" de F. Engels en Marxists Internet Archive (en español)
- "Introducción" para la Crítica de la filosofía del derecho de Hegel de K. Marx en Marxists Internet Archive (en español)

- Datos: Q387223
- Multimedia: Deutsch Franz Jahrbücher (Ruge Marx) / Q387223